# ریوهی اوتانی
ریوهی اوتانی (انگلیسی: Ryohei Otani؛ زادهٔ ۱ اکتبر ۱۹۸۰) بازیگر اهل ژاپن است. وی از سال ۲۰۰۳ میلادی تاکنون مشغول فعالیت بوده‌است.
از فیلم‌ها یا برنامه‌های تلویزیونی که وی در آن نقش داشته‌است می‌توان به دریاسالار: امواج خروشان اشاره کرد.